# Земо Аркевані
Земо Аркевані (груз. ზემო არქევანი) — село в Грузії.
За даними перепису населення 2014 року в селі проживає 467 осіб.